# Муромский историко-художественный музей
Муромский историко-художественный музей — музей истории и культуры Мурома и Муромского района.
Входит в Союз музеев России, а также является членом Ассоциации музеев России.

## История
В 1918 году одним из инициаторов создания в городе краеведческого музея стал уроженец Мурома Владимир Иванович Жадин. 1 января 1919 года в доме Зворыкиных, где родился изобретатель телевидения Владимир Зворыкин, были открыты для посетителей экспозиции музея.
С 1974 по 1989 годы музей в числе прочих районных музеев области входил на правах филиала в состав Владимиро-Суздальского музея-заповедника с наименованием — Муромский филиал Владимиро-Суздальского историко-архитектурного и художественного музея-заповедника. С 1989 по 1997 годы музей существовал как самостоятельное учреждение, с подчинением городскому отделу культуры и наименованием — Муромский историко-художественный и мемориальный музей (МИХММ).
В 1997 году музей был зарегистрирован как муниципальное учреждение культуры, в подчинении Управления культуры администрации города Мурома с названием Муромский историко-художественный музей.
1 января 2007 года музей переведен в областное подчинение. 1 января 2009 года ему присвоен статус особо ценного объекта культурного наследия Владимирской области.

## Коллекции
Музей относится к художественным музеям, имеет первую категорию. Располагает ценнейшими художественными и историческими коллекциями и занимает четыре комплекса зданий, являющихся памятниками гражданской архитектуры.
В основу художественного собрания музея легли коллекции известных русских археологов — графа А. С. Уварова и его жены П. С. Уваровой. Произведения древнерусского искусства поступили из церквей и монастырей. Этнографические коллекции были составлены из вещей, собранных до революции художником И. С. Куликовым, Н. Г. Добрынкиным, А. Ф. Жадиным и привезённых из музейных экспедиций.

## Здания музея
Главные здания музея — трёхэтажный каменный особняк с мезонином и надворные постройки XVIII—XIX вв. Это усадьба Зворыкиных (ул. Первомайская, д. 4). В здании располагаются исторические, этнографические экспозиции и древнерусское искусство, основные фондохранилища музея. Дом Зворыкиных — лучший в городе купеческий особняк прошлого века. Здесь родился и провел юность учёный с мировым именем, «отец телевидения», Владимир Кузьмич Зворыкин (1889—1982) талантливый изобретатель в области радиоэлектроники, эмигрировавший в США. В 1989 году на его родном доме была установлена мемориальная доска. С 2011 года основное здание усадьбы закрыто для посещений; с 2013 года в усадьбе проводятся реставрационные работы.
Открытая в 1996 году Художественная галерея (ул. Первомайская, д. 6) занимает двухэтажное здание бывшей Городской управы. В четырёх залах второго этажа общей площадью более 200 кв. м. представлены все лучшие художественные коллекции музея — собрание русского и западноевропейского искусства XVII—XIX вв.: живопись, графика, мебель, фарфор. На первом этаже располагаются научная библиотека и архив музея, работает художественный салон «Под сводами». В 2000 году открылись первые выставки в Выставочном центре (ул. Московская, д. 13), где можно проводить три-четыре выставки одновременно (его площадь 400 м²).
Выставочный центр расположен на самой оживлённой улице города в одном из лучших купеческих домов прошлого века. Здесь работают музейное фотоателье, художественный салон.

## Общественная деятельность
Муромским музеем с 1990 года проводятся всероссийские научные конференции — Уваровские чтения (раз в три года, всегда на пасхальной неделе); ежегодно проводятся научные экспедиции.
Музей готовит научные и популярные издания, выпускает материалы о Муроме на электронных носителях и в Интернете.
Основные партнеры музея в некоммерческом секторе — музеи городов Поокского региона (Гороховец, Ковров, Вязники, Касимов, Павлово, Арзамас, Саров, Александров). Музей является базовым научным учреждением музейной сети («Содружество Музеев Нижней Оки»). Совместно реализовано множество проектов на привлеченные средства.
Творческий коллектив музея — 30 музейных специалистов, почти столько же музейных работников в технических и вспомогательных службах.